# Enrique Jardiel Poncela
Enrique Jardiel Poncela   (Madrid, 15 d'octubre de 1901 - Madrid, 18 de febrer de 1952) fou un escriptor i dramaturg espanyol. Autor de novel·les (Amor se escribe sin hache, 1929; Pero... ¿Hubo alguna vez once mil vírgenes?, 1931; La tournée de Dios, 1932), destacà especialment en la dramatúrgia, gènere en el qual és considerat precursor del teatre de l'absurd: Angelina o el honor de un brigadier (1932), Los ladrones somos gente honrada (1941), o Eloísa está debajo de un almendro (1943). Les seves obres, impregnades d'un gran sentit humorístic, el feren molt popular.
La seva obra, relacionada amb el teatre de l'absurd, es va allunyar de l'humor tradicional acostant-se a un altre més intel·lectual, inversemblant i il·lògic, trencant així amb el naturalisme tradicional imperant en el teatre espanyol de l'època. Això li va suposar ser atacat per una gran part de la crítica del seu temps, ja que el seu humor feria els esperits més sensibles i obria un ventall de possibilitats còmiques que no sempre eren ben enteses. A això cal sumar els seus posteriors problemes amb la censura franquista. Això no obstant, el pas dels anys no ha fet sinó augmentar la seva figura i les seves obres segueixen representant-se en l'actualitat, havent-se rodat a més nombroses pel·lícules basades en elles. Va morir de càncer, arruïnat i en gran manera oblidat, als 50 anys.

## Estil
L'originalitat de Jardiel Poncela no rau tant en la selecció dels temes com en la creació de situacions grotesques, ridícules o increïbles, la qual cosa s'aconsegueix per mitjà d'ironies, diàlegs vivaços, equívocs, sorpreses o contrastos d'estils i registres, barrejant sovint el sublim i el vulgar.
La seva novetat es caracteritza bàsicament per:
- L'encadenament de situacions inversemblants, limítrofs amb el teatre de l'absurd.
- La utilització mesura i rigorosa de la comicitat en el llenguatge, sense abusar de l'acudit fàcil.
- El domini absolut de la construcció dramàtica, i que permet dosificar els efectes de sorpresa i alternar sàviament els moments d'intriga amb els de pur humor.
- La inclusió de trames de tipus novel·lesc o detectivesc, en forma de pastitx literari.
- El cultiu d'un humorisme d'arrel intel·lectual, enginyós, agut i mordaç, amb tints que l'acosten a l'aforisme.

En qualsevol cas, sempre sota el truc, el disbarat o la situació més absurda, amaga una dura i amarga crítica a la societat, reflex de la seva desencantada visió de la realitat. Valguin com a exemples Angelina o el honor d'un brigadier  (1934), sàtira del món sentimental i postromàntic de finals del segle xix, o Madre (el drama padre), crítica al teatre naturalista.

## Obra

### Col·laboracions periodístiques
- La Nueva Humanidad
- La Correspondencia de España
- Los Lunes de El Imparcial
- La Acción
- Buen Humor
- Gutiérrez

### Novel·la curta
- El hombre a quien amó Alejandra
- El infierno

### Novel·la
- Amor se escribe sin hache
- Espérame en Siberia, vida mía
- Pero... ¿hubo alguna vez once mil vírgenes? (1931)
- La tournée de Dios (1932)

### Teatre
- Una noche de primavera sin sueño
- El cadáver del señor García (1930)
- Usted tiene ojos de mujer fatal (1932)
- Angelina o el honor d'un brigadier (retitulada Angelina o un drama en 1880, 1934)
- Un adulterio decente (1935)
- Las cinco advertencias de Satanás (1935)
- Morirse es un error (retitulada Cuatro corazones con freno y marcha atrás, 1935)
- Carlo Monte en Monte Carlo (opereta con música de Jacinto Guerrero, 1939)
- Un marido de ida y vuelta (1939)
- Eloísa está debajo de un almendro (1940)
- El amor sólo dura 2.000 metros (1940)
- Los ladrones somos gente honrada (1940)
- Madre (el drama padre) (1941)
- Es peligroso asomarse al exterior (1942)
- Los habitantes de la casa deshabitada (1942)
- Blanca por fuera y Rosa por dentro (1943)
- Las siete vidas del gato (1943)
- A las seis en la esquina del bulevar (1943)
- Es peligroso asomarse al exterior (1945)
- Tú y y yo somos tres (1945)
- El pañuelo de la dama errante (1945)
- El amor del gato y del perro (1945)
- Agua, aceite y gasolina (1946)
- El sexo débil ha hecho gimnasia (1946)
- Como mejor están las rubias es con patatas (1947)
- Los tigres escondidos en la alcoba (1949)
- Cuatro corazones con freno y marcha atrás (1936)

### Cinema
- Se ha fugado un preso (guió) (Benito Perojo, 1932)
- Angelina o el honor d'un brigadier (direcció) (Enrique Jardiel Poncela, 1934)
- Mauricio, o una víctima del vicio (doblatge còmic)
- Eloísa está debajo de un almendro (guió) (Rafael Gil, 1943)
- Es peligroso asomarse al exterior (guió) (Alejandro Ulloa, 1945)